# 사카도시
사카도시(일본어: 坂戸市)는 일본 사이타마현 중부에 있는 시이다.
에도 시대에는 닛코 와키온칸의 사카토주쿠였다. 1916년 10월에 도조 철도(현 도부 도조 본선)가 개통해 도쿄의 주택 지역으로 발전했다. 1976년 9월 1일에 사카토정에서 사카토시가 되었다.

## 지리
서부에는 남서쪽부터 고마강이 흐르고 시역의 가장자리에서 북쪽부터 동쪽으로 흐르는 옷베강이 흘러든다. 도부 도조 본선이 남북으로 지난다. 가와고에시, 쓰루가시마시, 히가시마쓰야마시, 히다카시, 이루마군 모로야마정, 히키군 가와지마정, 하토야마정과 접한다.

## 역사
- 1889년 4월 1일 - 정촌제 시행과 함께 이루마군 사카토촌을 포함한 7개 촌이 합병해 사카토촌이 되었다.
- 1896년 12월 10일 - 정으로 승격해 사카토정이 되었다.
- 1954년 7월 1일 - 미요시노촌, 잇사이촌, 오야촌, 스구이로촌을 편입하였다.
- 1976년 9월 1일 - 시로 승격되었다.

## 교통

### 철도
- 도부 철도
  - 도조 본선
  - 오고세선

### 도로
- 간에쓰 자동차도
- 겐오 자동차도
- 국도 제407호선

## 인구
| 연도 | 인구    | ±%      |
| ---- | ------- | ------- |
| 1950 | 23,682  | —       |
| 1960 | 23,569  | −0.5%   |
| 1970 | 27,308  | +15.9%  |
| 1980 | 77,335  | +183.2% |
| 1990 | 95,740  | +23.8%  |
| 2000 | 97,381  | +1.7%   |
| 2010 | 101,700 | +4.4%   |
| 2020 | 100,275 | −1.4%   |